# Giuseppe Zattera
Giuseppe Zattera, né à Legnago en 1825 ou en 1826 et mort à Modène en 1891, est un peintre italien, représentant principalement des paysages et des vedute, mais aussi des sujets sacrés.

## Biographie
Giuseppe Zattera est né à Legnago dans la province de Vérone, mais a étudié de 1840 à 1852 à l’Institut des Beaux-Arts de Modène auprès d’Adeodato Malatesta. Il est ensuite devenu enseignant à l'académie en 1873.
Parmi ses sujets de genre figurent Le crestaie modenesi (1873) et La danza delle ore, aujourd'hui à la Galleria Estense à Modène.